# Сосновка (Нестеровський район)
Сосновка (рос. Сосновка) — селище Нестеровського району, Калінінградської області Росії. Входить до складу Ілюшинського сільського поселення.
Населення —  148 осіб (2015 рік). 

## Населення
| 2002 | 2010 |
| ---- | ---- |
| 139  | ↗148 |